# Filhó de forma
As filhós de forma são um doce tradicional da culinária de Portugal, normalmente confecionadas durante as festas de Natal e Ano Novo. Começa por se preparar um polme como para as restantes filhós, com uma consistência que permita fazer uma fina camada numa forma metálica, própria para este doce. Os fritos ficam com a aparência de flores ou da imagem em que tenha sido feita a forma. Servem-se cobertas de açúcar e canela, ou duma calda de açúcar. 
No Sri Lanka existe um doce típico com o mesmo aspeto e feito com a mesma técnica, os kokis.